# Масківці
Масківці́ (також раніше вживалося Мацківці або Мазківці) — село у Баришівській селищній громаді Броварського району Київської області. Населення — 265 осіб.

## Історія

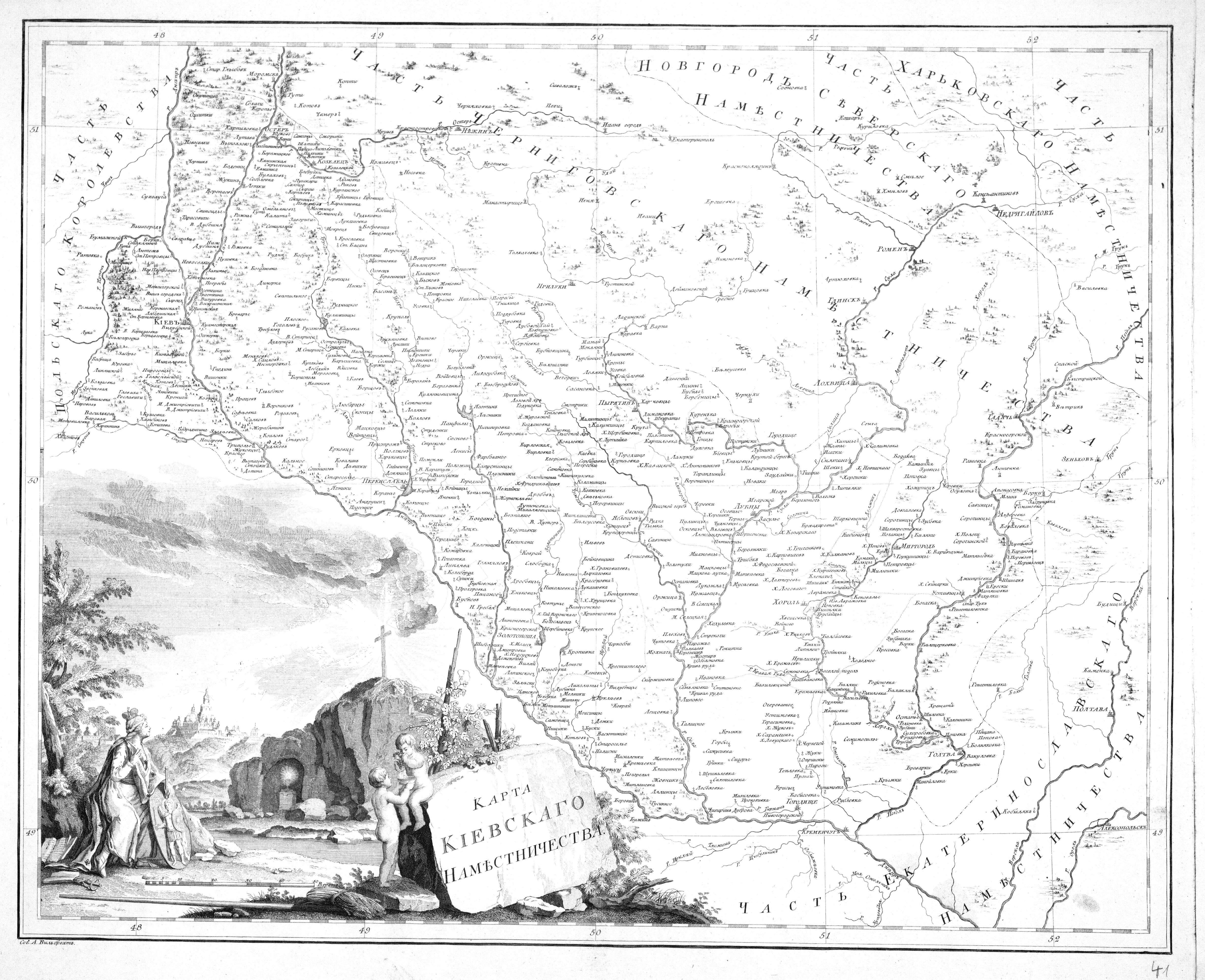
Карта Київського намісництва на якій також відображено селище Мацківці (не плутати з с. Мацківці Лубенського повіту). 1792 р.

Засновано як хутір Масківці на початку XVIII ст.
За часів козаччини селище належало до Першої сотні Переяславського полку Війська Запорозького.
За описом Київського намісництва 1781 року селище Мацківці відносилось до Переяславського повіту цього намісництва, і у ньому нараховувалось 86 хат виборних козаків, козаків підпомічників та підсусідків.
За книгою Київського намісництва 1787 року у селищі Мазківці проживало 275 душ. Було у володінні різного звання «казених людей», козаків та власника — полковника Луки Лукашевича.
З ліквідацією Київського намісництва село, як і увесь Переяславський повіт, перейшло до складу Полтавської губернії.
Є на мапі 1812 року
Наприкінці ХІХ ст. Масківці увійшли до Скопецької волості Переяславського повіту.
1910 року - село Скопецької волості Переяславського повіту Полтавської губернії, 269 господарство, 1411 мешканців разом з найманими робітниками.
У роки радянської колективізації, за вцілілими архівними документами за січень-грудень 1932 року та з 6 січня 1933 по 4 червня 1933 року у Масківцях померло 169 жителів, де у більшості випадків причину смерті не вказано..
28 квітня 2018 року освячено храм УПЦ КП на честь Різдва Іоана Хрестителя.
До 12 червня 2020 року було центром Масківецької сільської ради.

#### Перейменування топонімів, що носять радянські (антиукраїнські) назви (2015)
Масківецької сільської ради, на виконання Закон України «Про засудження комуністичного та націонал-соціалістичного тоталітарних режимів та заборону пропаганди їхньої символіки» № 317-VIII від 9 квітня 2015 року, вирішила перейменувати деякі вулиці, провулки с. Масківці. Рішення №31-03-17, від  25/12/2015р.
Були змінені такі назви вулиць:
вулицю Леніна  на вулицю Центральна;
вулицю Кірова  на вулицю Лугова;
вулицю Комсомольська на вулицю Молодіжна;
вулицю Чапаєва на вулицю  Тиха;
вулицю Щорса на вулицю  Весняна;
вулицю Червоноармійська  на вулицю Зарічна;
вулицю Якіра  на вулицю Слобідська;
вулицю Боженка  на вулицю Щаслива;
вулицю Пушкіна  на вулицю Затишна;
вулицю Чкалова  на вулицю Левадна;
вулицю  Кутузова  на вулицю Майданна

## Населення
Згідно з переписом УРСР 1989 року чисельність наявного населення села становила 412 осіб, з яких 160 чоловіків та 252 жінки.
За переписом населення України 2001 року в селі мешкали 352 особи.

### Мова
Розподіл населення за рідною мовою за даними перепису 2001 року:
| Мова       | Відсоток |
| ---------- | -------- |
| українська | 98,38 %  |
| російська  | 1,62 %   |

## Відомі люди
- Шостак Віра Іванівна — депутат Верховної Ради УРСР 9-10-го скликань.
- Шостак Віталій Вікторович (1987—2016) — солдат Збройних сил України, учасник російсько-української війни.
- Шостак Іван Володимирович (1925 — 2001) — український майстер народного розпису.